# 林区 (中华人民共和国县级行政区)
林区是中华人民共和国的县级行政区之一。目前全中华人民共和国只有一个县级林区，即湖北省直辖的神农架林区。
神农架林区自1970年5月28日起由中华人民共和国国务院批复同意作为县级行政区，初期暂属省直辖，1971年改隶宜昌地区，1972年復改省直辖，1976年又改隶郧阳地区，1983年又復改省直辖。